# Strymon flavaria
Strymon flavaria is een vlinder uit de familie van de Lycaenidae. De wetenschappelijke naam van de soort werd als Thecla flavaria in 1958 gepubliceerd door Ureta.

## Synoniemen
- Heoda erani Benyamini & Johnson, 1996